# Malapterurus oguensis
Malapterurus oguensis är en fiskart som beskrevs av Sauvage, 1879. Malapterurus oguensis ingår i släktet Malapterurus och familjen Malapteruridae. IUCN kategoriserar arten globalt som livskraftig. Inga underarter finns listade i Catalogue of Life.